# W.A.B.
Wydawnictwo W.A.B. est une maison d'édition polonaise fondée à Varsovie en 1991 par Wojciech Kuhn, Adam Widmański et Beata Stasińska. 
Depuis l'été 2011, le capital est détenu en majorité par le groupe Empik Media & Fashion. La PDG est Beata Stasińska. À compter du 1er janvier 2013, W.A.B. et les autres maisons d'éditions appartenant à Empik Media & Fashion (Wilga et Buchmann) constituent le groupe Foksal.

## Catalogue
Parmi les écrivains polonais publiés, on peut relever Andrzej Bart, Joanna Bator, Jacek Dehnel, Wojciech Kuczok, Józef Hen, Wojciech Albiński, Maria Nurowska, Krystyna Kofta. 
W.A.B. publie des traductions d'écrivains lauréats de prix littéraires dans de nombreux pays comme Michel Houellebecq, Etgar Keret, Viktor Pelevine, Per Petterson, György Spiró.
Les œuvres de plusieurs prix Nobel sont éditées en polonais par W.A.B. : Imre Kertész, Elfriede Jelinek, Jean-Marie Gustave Le Clézio, Doris Lessing et Mo Yan. 
Le fonds comporte également des auteurs classiques comme Balzac, Stefan Zweig, Vassili Grossman, Samuel Beckett, W.G. Sebald, Colette.
En 2011 W.A.B. a entrepris la publication des œuvres de William Shakespeare dans une nouvelle traduction polonaise due à Piotr Kamiński.
W.A.B. a une collection de romans policiers où sont édités notamment Henning Mankell, Alexandra Marinina, Marcin Wroński, Zygmunt Miłoszewski, Mariusz Czubaj, Martha Grimes, Wiktor Hagen (environ 80 titres disponibles). 
Depuis 2011 une collection est consacrée à la littérature érotique classique et contemporaine.